# راز شوهر
راز شوهر (به انگلیسی: The Husband's Secret) رمانی نوشتهٔ لیان موریارتی است که در سال ۲۰۱۳ توسط نشر پنگوئن منتشر شد و در لیست پرفروش‌ترین کتاب‌های سال قرار گرفت. راز شوهر در ایران توسط سحر حسابی در نشر آموت منتشر شده است.